# Catillaria
Catillaria A. Massal. (krużyk) – rodzaj grzybów z rodziny krużykowatych (Catillariaceae). Ze względu na współżycie z glonami zaliczany jest do grupy porostów.

## Systematyka i nazewnictwo
Pozycja w klasyfikacji według Index Fungorum: Catillariaceae, Rhizocarpales, Lecanoromycetidae, Lecanoromycetes, Pezizomycotina, Ascomycota, Fungi.
Synonimy nazwy naukowej: Microlecia M. Choisy, Ulocodium A. Massal.
Nazwa polska według W. Fałtynowicza.

## Gatunki występujące w Polsce
- Catillaria alba Coppins & Vězda 1993 – krużyk biały
- Catillaria anisospora (Müll. Arg.) Zahlbr. 1926[4] – krużyk odmienny
- Catillaria chalybeia (Borrer) A. Massal. 1852 – krużyk krążkowaty
- Catillaria contristans (Nyl.) Zahlbr. 1926 – krużyk garbaty
- Catillaria discretula (Nyl.) Lettau 1912 – krużyk najmniejszy
- Catillaria erysiboides (Nyl.) Th. Fr. 1874 – krużyk cieniutki
- Catillaria lenticularis (Ach.) Th. Fr. 1874 – krużyk soczewkowaty
- Catillaria nigroclavata (Nyl.) J. Steiner 1898 – krużyk buławkowaty
- Catillaria rugulosa (Hepp) Lettau 1912[4] – krużyk pomarszczony
- Catillaria subehrhartiana (Eitner) Zahlbr. 1926[4]  – krużyk wyblakły
- Catillaria subnigratula (Eitner) Zahlbr. 1926[4] – krużyk czarniawy

Nazwy naukowe na podstawie Index Fungorum. Nazwy polskie według checklist W. Fałtynowicza.